# Bucellarius
Bucellarii (het Latijnse meervoud van Bucellarius, wat letterlijk "beschuit-eter" betekent, Grieks: Βουκελλάριοι) is een term voor een eenheid soldaten in het Laat-Romeinse en Byzantijnse Rijk die niet betaald werd door de staat, maar door een enkele persoon; zoals een generaal of een gouverneur, waardoor ze eigenlijk zijn 'bodyguards' waren.
Deze eenheden waren normaal gezien erg klein, maar, vooral tijdens de vele burgeroorlogen, konden ze vergroot worden tot een aantal van wel enkele duizenden. Eigenlijk waren de bucellarii kleine privélegers betaald en uitgerust door rijke en invloedrijke personen. Deze privelegers werden samengesteld uit foederati eenheden die eerst als lijfwachten voor een specifieke commandant optraden. Dikwijls waren ze beter getraind, uitgerust gemotiveerd dan de normale soldaten van die tijd. Gaandeweg dienden zij ook als lijfwachten voor hogere commandanten als generaals. Men vermoedt dat Stilicho (395-408) als eerste generaal bucellari als lijfwacht had.  In de zesde eeuw zette Belisarius, tijdens zijn oorlogen voor Justinianus I (de Vandaalse en de Gotische Oorlog), wel 7.000 bucellarii in. Tegen die tijd waren de bucellarii goed geïntegreerd in het Romeinse leger, en de term werd al snel gegeven aan elke goed uitgeruste ruiter. Daarom, in de zevende eeuw, toen de plaatsen waarin de soldaten gerekruteerd werden de basis vormden voor het Thema-systeem, was in Paphlagonië en Galatië een van de eerste themata die van de Boukellarion.